# Comuna Puțintei, Orhei
Comuna Puțintei este o comună din raionul Orhei, Republica Moldova. Este formată din satele Puțintei (sat-reședință), Dișcova și Vîprova.

## Demografie
Conform datelor recensământului din 2014, comuna are o populație de 2.173 de locuitori. La recensământul din 2004 erau 2.758 de locuitori.

## Administrație și politică
Componența Consiliului local Puțintei (11 consilieri), ales la 5 noiembrie 2023, este următoarea:
|  | Partid                                        | Consilieri | Componență | Componență | Componență | Componență | Componență | Componență | Componență |
|  | --------------------------------------------- | ---------- | ---------- | ---------- | ---------- | ---------- | ---------- | ---------- | ---------- |
|  | Partidul Acțiune și Solidaritate              | 7          |            |            |            |            |            |            |            |
|  | Partidul Dezvoltării și Consolidării Moldovei | 3          |            |            |            |            |            |            |            |
|  | Partidul Schimbării                           | 1          |            |            |            |            |            |            |            |